# 沙姆羅克鎮區 (密蘇里州卡勒韋縣)
沙姆羅克鎮區（英語：Shamrock Township）是位於美國密蘇里州卡勒韋縣的一個行政鎮區。

## 地方資料
沙姆羅克鎮區的面積為111.29平方千米，當中陸地面積為111.11平方千米，而水域面積為0.18平方千米。根據2020年美國人口普查的數據，當地共有人口539人，而人口密度為每平方千米4.84人。